# Marin Čilić
Marin Čilić (* 28. září 1988 Međugorje) je chorvatský profesionální tenista. V rámci grandslamu zvítězil na US Open 2014, čímž se stal třetím šampionem grandslamové dvouhry z Chorvatska, po Ivaniševićovi a Majoliové. Finále si zahrál ve Wimbledonu 2017 a na Australian Open 2018. Ovládl také juniorku French Open 2005. Ve své dosavadní kariéře vyhrál na okruhu ATP Tour dvacet jedna singlových turnajů. Na challengerech ATP a okruhu ITF získal čtyři tituly ve dvouhře a jeden ve čtyřhře.
Na žebříčku ATP byl ve dvouhře nejvýše klasifikován v lednu 2018 na 3. místě a ve čtyřhře pak v dubnu 2013 na 49. místě. Od roku 2020 jej trénuje Vilim Višak.
Na Hangzhou Open 2024 v Chang-čou se jako 777. hráč klasifikace stal nejníže postaveným vítězem singlového turnaje od zavedení žebříčku ATP v roce 1973 a druhým nejníže postaveným finalistou, po 866. muži pořadí Raemonu Sluiterovi na Ordina Open 2009.
V chorvatském daviscupovém týmu debutoval v roce 2006 utkáním 1. kola Světové skupiny proti Rakousku, v němž za rozhodnutého stavu ve prospěch Chorvatů 3:2 prohrál pátou dvouhru se Stefanem Koubkem. Nejlepším výsledkem je vítězství v Davis Cupu 2018, v posledním ročníku hraném klasickým formátem světové skupiny. Ve finále 2016 byl členem družstva, které podlehlo Argentině 2:3 na zápasy. Do listopadu 2024 v soutěži nastoupil k třiceti čtyřem mezistátním utkáním s bilancí 33–17 ve dvouhře a 10–6 ve čtyřhře.
Chorvatsko reprezentoval na londýnských Hrách XXX. olympiády, kde jako třináctý nasazený ve dvouhře podlehl ve druhém kole bývalé australské světové jedničce Lleytonu Hewittovi. Na Letních olympijských hrách 2008 v Pekingu vypadl v singlové soutěži také ve druhé fázi s chilskou turnajovou dvanáctkou Fernandem Gonzálezem po dvousetovém průběhu.

## Tenisová kariéra

### 2005–2007
V sezóně 2005, zvítězil na grandslamové juniorce French Open 2005, kde v semifinále zdolal Brita Andyho Murrayho a v boji o titul přehrál Nizozemce Antala van der Duima. Na kombinovaném juniorském žebříčku ITF mu v závěru roku 2005 patřila 2. příčka za Američanem Donaldem Youngem. V juniorské kategorii vyhrál šest singlových a čtyři deblové turnaje, v páru s Kanaďanem Gregem Katesem. V juniorské kategorii reprezentoval Bosnu a Hercegovinu, zemi na jejíž půdě se narodil.
V seniorské sérii Futures si připsal „double“ ve Vinkovci, když ovládl soutěž dvouhry a po boku krajana Ivana Dodiga i čtyřhru.
V roce 2006 vyhrál událost Futures v Záhřebu. V rámci okruhu ATP Tour se probojoval do semifinále antukového Swiss Open v Gstaadu, kde porazil Itala Andrease Seppiho. Vyřadil jej španělský antukář Feliciano López po dramatickém třísetovém průběhu. V chorvatském daviscupovém týmu debutoval v únoru 2006 1. kolem Světové skupiny proti Rakousku, kdy za rozhodnutého stavu podlehl v dohrávané páté dvouhře Stefanu Koubkovi. V následném záhřebském čtvrtfinále s Argentinou odešel poražen jak z pátečního singlu s Davidem Nalbandianem, tak i sobotního debla ve dvojici s Ljubičićem. Chorvaté prohráli 2:3 na zápasy. Rok 2006 zakončil na 170. pozici žebříčku žebříčku ATP.
V sezóně 2007 dosáhl na dva premiérové profesionální tituly ze série ATP Challenger. První přišel v dubnu, když v marocké Casablance zdolal ve finále italského hráče Simona Bolelliho. Během května triumfoval v chorvatské Rijece, když na něj v boji nenašel recept Slovák Lukáš Lacko. Na travnatém události Queen's Club Championships v Londýně si na úvod poradil s Britem Timem Henmanem, když zvládl otočit nepříznivý stav her 2–4 ve třetím setu. Skončil ve čtvrtfinále na raketě Američana Andyho Roddicka. V následném vydání žebříčku ATP mu patřilo 101. místo, dosavadní kariérní maximum.

### 2008: První titul na ATP Tour

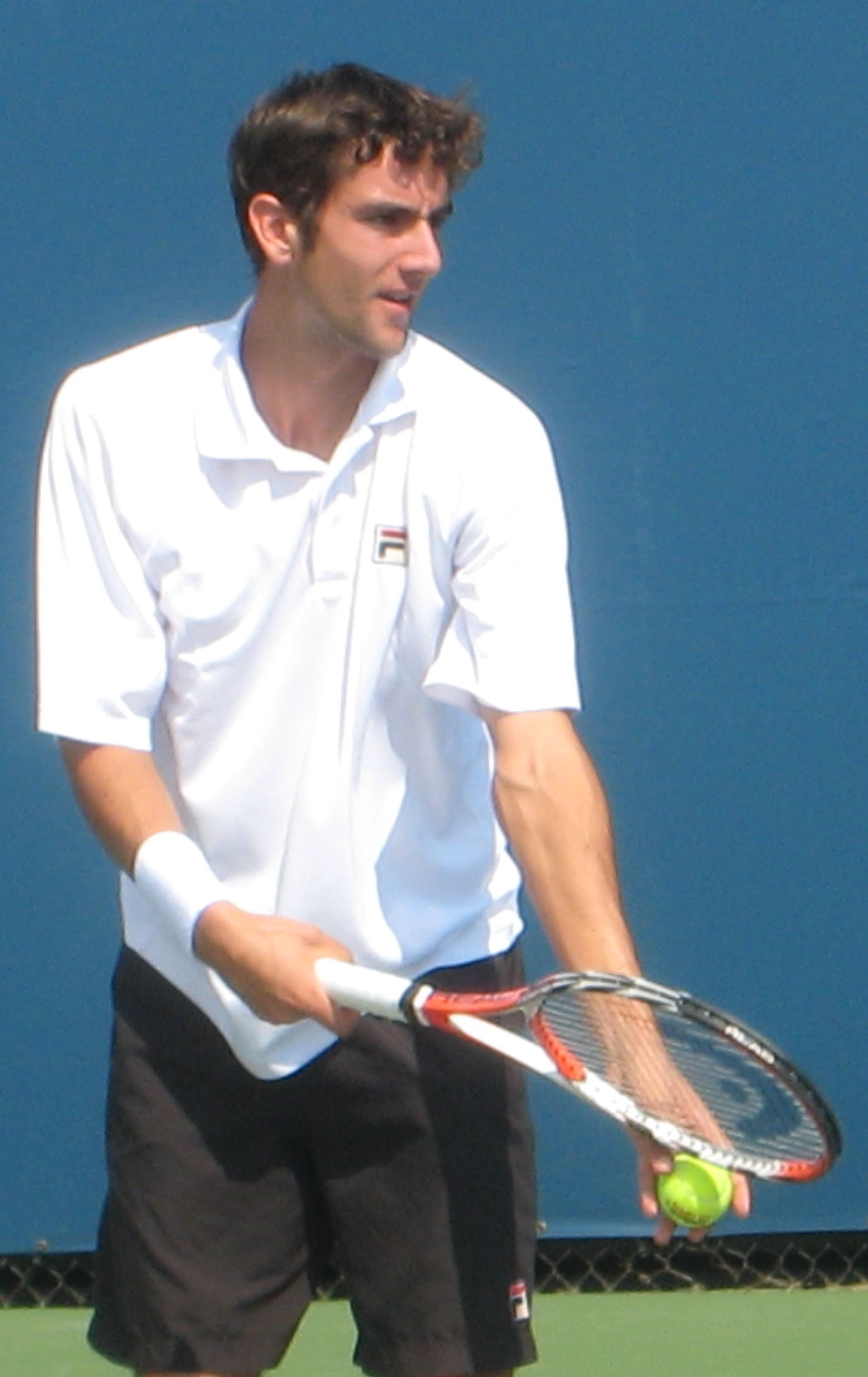
Na New Haven Open

Sezónu rozehrál na indickém Chennai Open, kde v semifinále podlehl ruskému hráči Michailu Južnému. Další semifinále si zahrál na travnaté události v Nottinghamu, když nenašel recept na Španěla Fernanda Verdasca.
Na úvodním grandslamu Australian Open se probojoval do čtvrtého kola, když cestou pavoukem vyřadil dva nasazené. Na jeho raketě skončili Nicolás Almagro, Jürgen Melzer a melbournský finalista z roku 2007 Fernando González. V osmifinále pak podlehl Američanu Jamesi Blakeovi. Na pařížském French Open ho ve druhém kole zastavil Švýcar Stanislas Wawrinka po třísetovém průběhu
Na travnatém Wimbledonu si zopakoval osmifinálovou fázi z lednového Melbourne. Ve druhém kole přehrál 24. nasazeného Fina Jarkka Nieminena v pětisetové bitvě, trvající bezmála tři hodiny a třicet minut. V následujícím kole zaznamenal čtyřsetové vítězství s Paulem-Henrim Mathieuem, když duel trval tři hodiny. Vyřadil jej druhý Francouz v pořadí Arnaud Clément.
Premiérový titul na okruhu ATP Tour dosáhl na letním Pilot Pen Tennis, kde postupně přešel přes Viktora Troického, Jürgena Melzera a Igora Andrejeva, aby jej v boji o turnajovou trofej nezastavil ani americký finalista z roku 2007 Mardy Fish.
Na posledním grandslamu roku US Open byl jako třicátý nasazený vyřazen ve třetím kole. Nejdříve zvládl dramatický průběh pětisetového boje proti Francouzi Julienu Benneteauovi, když duel trval přes čtyři hodiny. Ve druhé fázi zdolal Američana Robbyho Ginepriho. Následně však vypadl s třetím nasazeným srbským hráčem Novakem Djokovićem po vyrovnaném průběhu.

### 2012: Dvě chorvatské trofeje a vítěz z Queen's Clubu

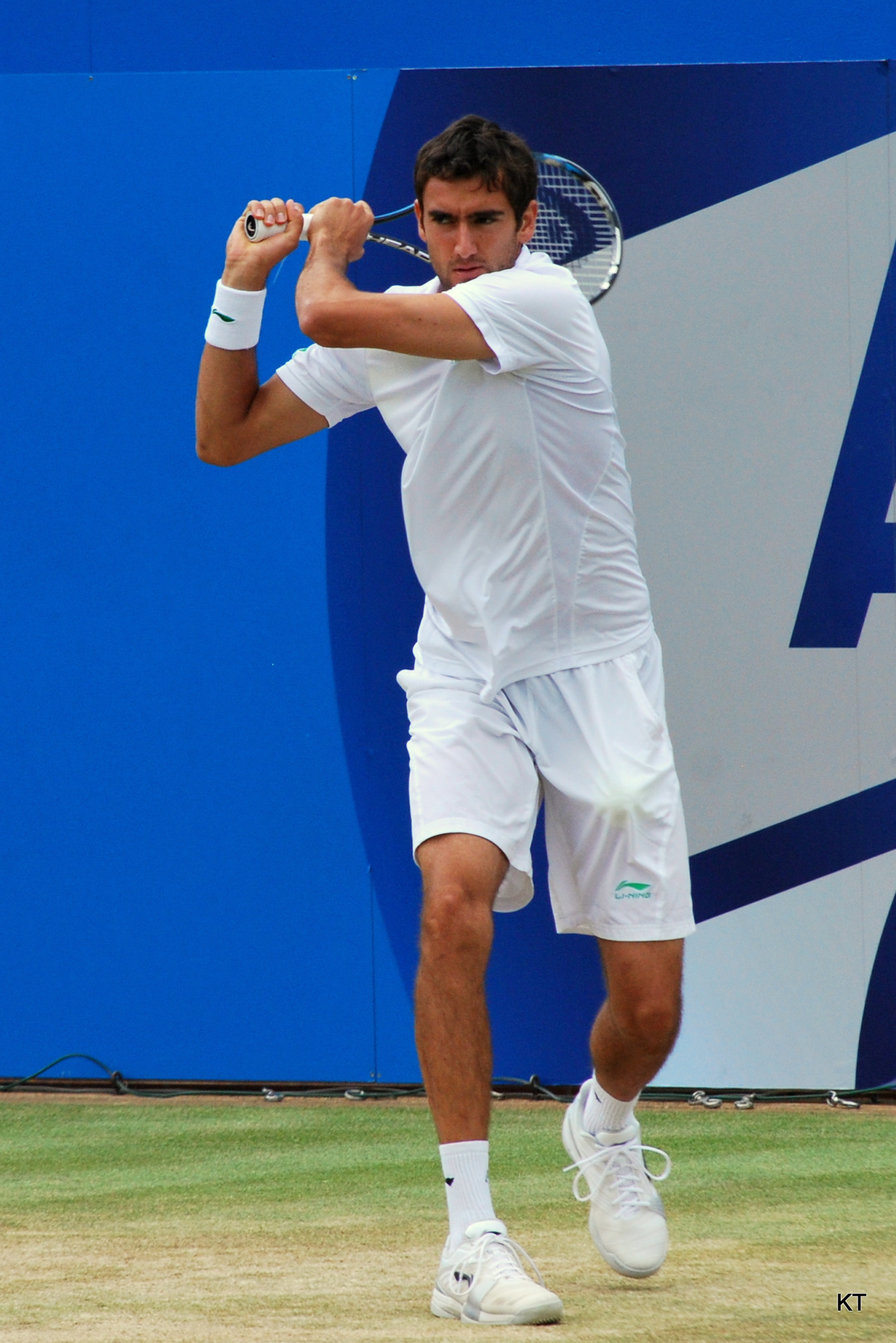
Ve finále vítězného Queen's Club Championships, konaného v Londýně

První grandslam Australian Open neodehrál. Na Indian Wells Masters skončil ve druhém kole po prohře od Argentince Davida Nalbandiana. Ve třetí fázi Miami Masters jej vyřadil další argentinský hráč Juan Martín del Potro. Se stejným soupeřem a v témže kole prohrál na French Open.
Úvodní titul sezóny slavil na travnaté události Queen's Club Championships v Londýně. Jeho finálový protivník David Nalbandian byl ve druhém setu diskvalifikován pro nesportovní chování, když po ztrátě vlastního podání frustrovaný kopl do reklamního panelu. Ten zranil nohu čárového rozhodčího sedícího za ním. Ve třetím kole Wimbledonu zdolal amerického hráče Sama Querreyho po pětisetové bitvě, která skončila poměrem gamů 17–15 v poslední sadě. V té době se jednalo o druhé nejdelší utkání ve wimbledonské historii, trvající pět hodin a třicet jedna minut. V osmifinále nestačil na pozdějšího finalistu Andyho Murrayho.
V červenci se stal prvním chorvatským tenistou, kterému se podařilo vyhrát Croatia Open v jeho 22leté historii. Ve finále přehrál Španěla Marcela Granollerse.
Na US Open přijížděl jako dvanáctý nasazený. Postupem do čtvrtfinále posunul své newyorské maximum z roku 2009. V úvodních dvou kolech svedl dramatické pětisetové boje s níže postavenými soupeři, Marinkem Matosevicem – s nímž už prohrával 0–2 na sety –, a Danielem Brandsem. Ve třetí fázi si poradil s turnajovou sedmnáctkou Keiem Nišikorim a v osmifinále vyřadil Slováka Martina Kližana. Stejně jako na wimbledonském pažitu mu vystavil stopku pozdější vítěz Andy Murray, přestože zaznamenal lepší vstup do zápasu, když vyhrál úvodní sadu a ve druhé již vedl 5–1 na gamy.

### 2013: Dopingová aféra
Sezónu rozehrál na Chennai Open, kde skončil ve čtvrtfinále po porážce od Benoîta Paireho. Na Australian Open zavítal jako dvanáctý nasazený. Ve třetím kole jej vyřadil po pětisetové bitvě Ital Andreas Seppi.

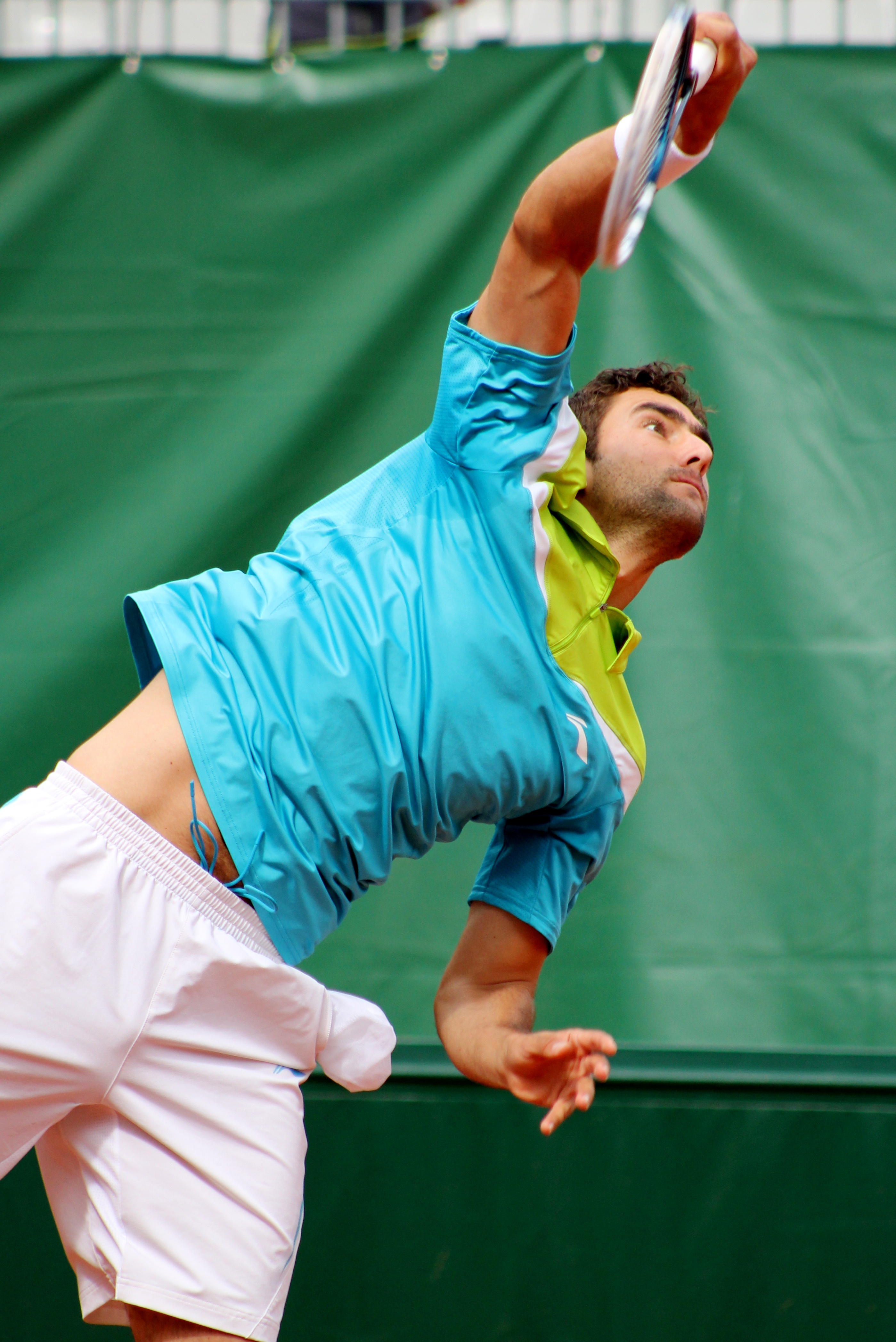
Podání na Roland Garros

V únoru za chorvatský tým odehrál 1. kolo Světové skupiny proti Itálii. Přestože vyhrál obě dvouhry s Paolem Lorenzim i Seppim, kterému oplatil čerstvou porážku, zamířili Chorvaté do baráže po prohře 2:3 na zápasy. V sobotním deblu neuspěl v páru s Ivanem Dodigem.
Třetí titul si odvezl z turnaje PBZ Zagreb Indoors, když si ve finále poradil s rakouským tenistou Jürgenem Melzerem. Jednalo se o jeho devátou kariérní trofej. Jako nejvýše nasazený na memphiském U.S. National Indoor Tennis Championships skončil ve čtvrtfinále na raketě pozdějšího vítěze Keie Nišikorho. Následovaly dva březnové Mastersy. Na prvním z nich v kalifornském Indian Wells Masters se probojoval do třetího kola, kde jej po třísetovém průběhu vyřadil Kanaďan Milos Raonic. Navazující floridský Miami Masters pro něj znamenal lepší výkon poté, co v osmifinále přehrál světovou osmičku Jo-Wilfrieda Tsongu. Mezi poslední osmičkou hráčů mu však vystavil Skot Andy Murray.
Antukovou sezónu započal na Monte-Carlo Rolex Masters, kde podlehl ve čtvrtém kole Francouzi Richardu Gasquetovi. V květnu došlo ke zveřejnění informace, že se rozešel s australským trenérem Bobem Brettem, jenž ho přivedl do světa velkého tenisu a s nímž spolupracoval od roku 2004. Jeho pouť pařížským French Open skončila ve třetí fázi, kde neuhrál ani set proti srbskému hráči Viktoru Troickému.
V červnu přijel v roli obhájce titulu na wimbledonskou přípravu do Londýna, kde se odehrával Queen's Club Championships. Ve čtvrtfinále zdolal světovou šestku Tomáše Berdycha a v semifinále bývalého prvního hráče Lleytona Hewitta. Obhajobu mu překazil až Andy Murray, který jej porazil v boji o titul. 

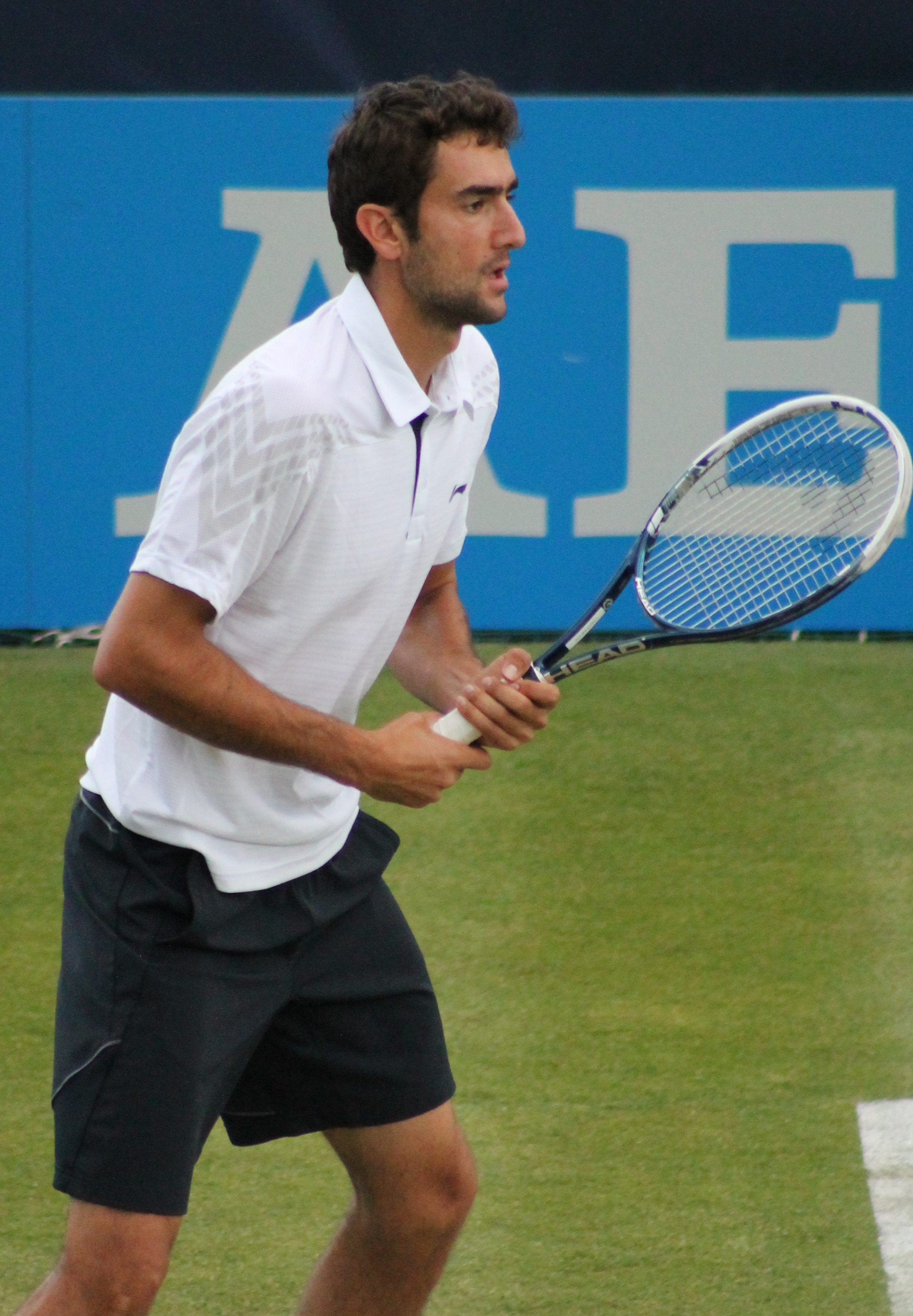
V londýnském Queen's Clubu skončil ve finále

Z travnatého Wimbledonu odjel před zápasem druhého kola proti Francouzi Kennymu de Schepperovi v důsledku zranění levého kolena. O měsíc později však byla zveřejněna zpráva, že odstoupil poté, co obdržel informaci o pozitivním testu z mnichovského turnaje, kde byl v jeho těle detekován stimulans niketamid. Agentura AP pak citovala Mezinárodní tenisovou federaci: „Podle nezávislé vyšetřovací komise si Čilič zakázaný stimulant vzal nevědomky v tabletách s glukózou. Neudělal to tedy proto, aby si pomohl k lepším výkonům“. Dne 16. září 2013 mu byl udělen devítiměsíční zákaz startu se zpětnou platností a vypršením k 1. únoru 2014. Tenista na událost reagoval slovy: „Chtěl bych zdůraznit, že jsem nikdy úmyslně ani vědomě neužil zakázané látky. Jsem proti jakémukoli dopingu ve sportu“. Dané glukózové tablety měl zakoupit ve francouzské lékárně. Po odvolání ke sportovní arbitráži CAS v Lausanne mu byl trest snížen na čtyři měsíce s délkou trvání do 25. října 2013. V žebříčku ATP během inaktivity klesl na 47. příčku.
Na konci roku 2013 zahájil spolupráci s krajanem a wimbledonským vítězem Goranem Ivaniševićem, jenž se stal novým trenérem.

### 2014: Grandslamový vítěz US Open
Sezónu otevřel na Brisbane International, kde po výhrách nad Denisem Istominem a Grigorem Dimitrovem postoupil do čtvrtfinále. V něm nestačil na Keie Nišikoriho. Istomin mu na navazující události Apia International Sydney oplatil čerstvou porážku, když jej vyřadil ve druhém kole. Na Australian Open svedl ve druhé fázi turnaje pětisetové drama s Francouzem Gillesem Simonem, z něhož odešel poražen.
Únor zahájil úspěšnou obhajobou na halovém PBZ Zagreb Indoors, kde neztratil žádný set. Po hladkém finálovém vítězství nad Jürgenem Melzerem si připsal třetí záhřebský a desátý kariérní titul. Vítěznou šňůru prodloužil na rotterdamském ABN AMRO World Tennis Tournament, kde pronikl do finále přes nizozemské překvapení turnaje Igora Sijslinga, startujícího na divokou kartu. V předešlé fázi turnaje postupně vyřadil Lukáše Rosola, světovou desítku Jo-Wilfrieda Tsongu a šestku Andyho Murrayho. V boji o titul však nenašel recept na nejvýše nasazeného Tomáše Berdycha. Zlepšení formy pokračovalo na Delray Beach International Tennis Championships, jež vyústilo v postup do třetího finále za sebou. Jako sedmý nasazený si v semifinále poradil s turnajovou dvojkou Johnem Isnerem. V posledním duelu zdolal Jihoafričana Kevina Andersona, což znamenalo jedenáctý titul na ATP Tour.

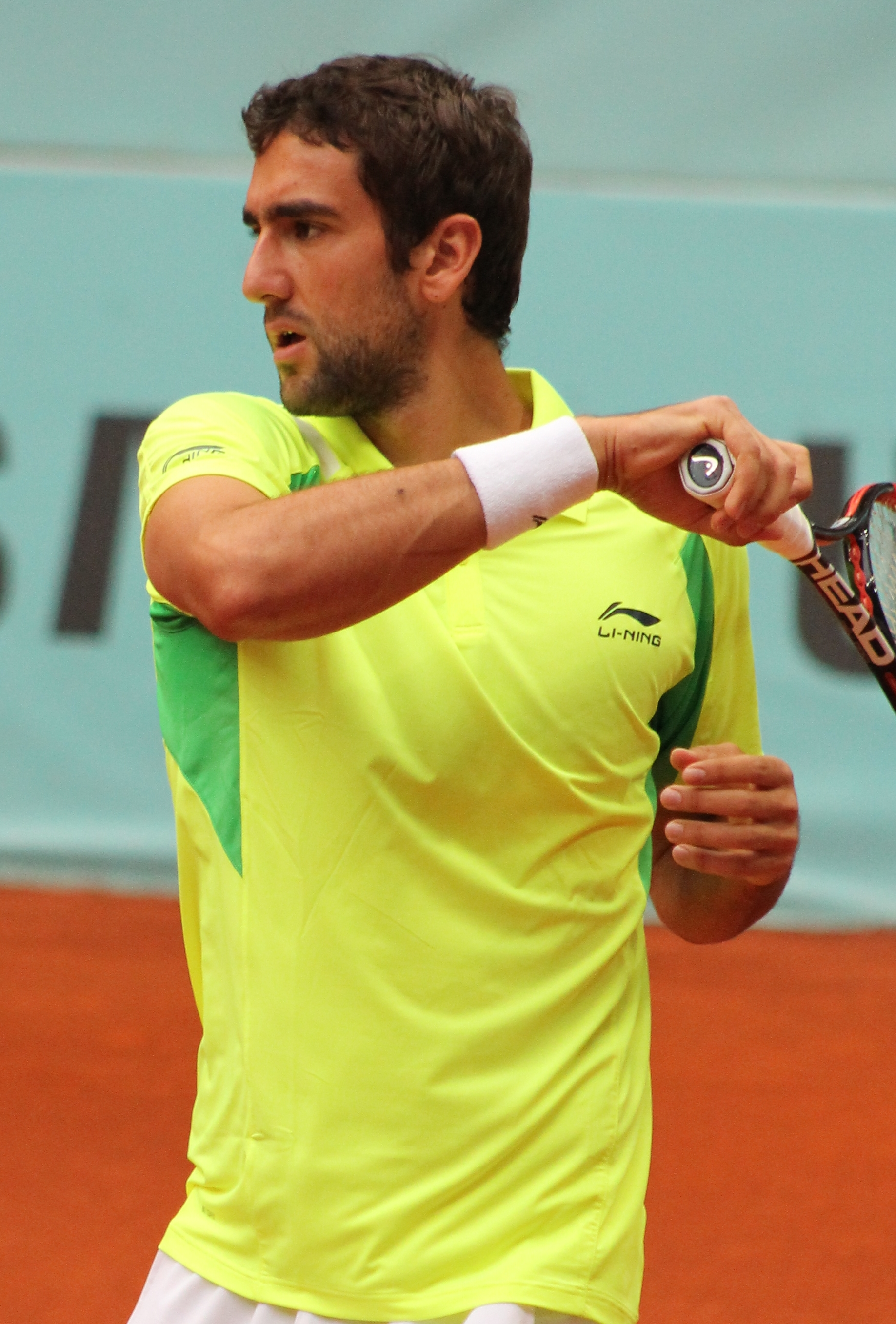
Forhend na Madrid Open 2014

Během březnových Mastersů nejdříve prošel přes Paola Lorenziho a Tommyho Robreda do osmifinále Indian Wells Masters. V něm skončil po třísetovém průběhu na raketě pozdějšího šampióna Novaka Djokoviće. Po volném losu do druhého kola Miami Masters, jej vyřadil zástupce francouzského tenisu Édouard Roger-Vasselin.
V antukové části roku vypadl ve čtvrtfinále Barcelona Open Banco Sabadell s Keiem Nišikorim, v osmifinále Madrid Open s Ernestsem Gulbisem a ve druhém kole Rome Masters s Jürgenem Melzerem. Na pařížském French Open jej, po výhře nad Tobiasem Kamkem, ve třetím kole vyřadila světová dvojka Novak Djoković.
Na travnatém Queen's Club Championships, kde v předchozích dvou letech odehrál finále, překvapivě skončil již v úvodním kole se šedesátým hráčem žebříčku Marinkem Matosevicem. Zlepšení formy následovalo ve Wimbledonu, kde na cestě do čtvrtfinálové fáze zůstali na jeho raketě Paul-Henri Mathieu, Andreas Haider-Maurer, světová šestka Tomáš Berdych a Jérémy Chardy. Stopku mu opět vystavil druhý nasazený a pozdější vítěz Novak Djoković. V utkání přitom ztratil vedení 2–1 na sety.
V semifinále antukového ATP Vegeta Croatia Open Umag mu Robredo oplatil dubnovou porážku z Barcelony. Na letní US Open Series se probojoval do třetí fáze Rogers Cupu, kde nenašel recept na světovou trojku Rogera Federera v těsném třísetovém klání. Stejné fáze dosáhl také na navazujícím Cincinnati Masters, kde jej vyřadil další Švýcar Stan Wawrinka.
Na grandslam US Open přijížděl jako čtrnáctý nasazený. Cestou pavoukem na jeho raketě skončili Marcos Baghdatis, jenž duel ve druhé sadě skrečoval, Illja Marčenko a dvacátý hráč klasifikace Kevin Anderson. V osmifinále zvládl pětisetovou bitvu proti Gillesi Simonovi a ve čtvrtfinále si poradil se světovou sedmičkou Tomášem Berdychem. Vyrovnal tak osobní grandslamové maximum ze semifinále Australian Open 2010. Tuto hranici posunul po výhře nad druhým nasazeným Rogerem Federerem, jenž na něj neuhrál ani jeden set. Ve finále porazil japonskou turnajovou desítku Keie Nišikoriho za hodinu a padesát čtyři minut. Oplatil mu tak dvě porážky z probíhající sezóny. Jako třetí Chorvat tak dobyl singlovou grandslamovou trofej, a to po svém trenéru Goranu Ivaniševićovi a Ivě Majoliové. Jeho převahu stvrdily statistiky. V počtu es Japonce přestřílel 17–2 a na vítězné míče vyhrál 38–19. Na slavnostním ceremoniálu uvedl: „Je to výsledek tvrdé práce v posledních letech, hlavně v posledním roce. Předváděl jsem tu nejlepší tenis v životě.“
V září nastoupil do daviscupové baráže o Světovou skupinu proti Nizozemsku. Původně plánovaný start pouze v sobotní čtyřhře, v níž vyhrál po boku Marina Draganji, se změnil i v účast v rozhodující nedělní dvouhře. Za stavu 2:2 na zápasy v ní přehrál Thiema de Bakkera.
Na China Open v Pekingu postoupil do čtvrtfinále, kde prohrál ve dvou setech s Andym Murrayem. Na navazujícím čínském turnaji kategorie Masters 1000 Shanghai Rolex Masters nestačil v prvním kole na krajana Iva Karloviće po ztrátě tiebreaku ve třetím setu.

## Trenérské vedení
- Bob Brett (2004–2013)
- Goran Ivanišević (2013–2016)
- Jonas Björkman (2016–2017)
- Vedran Martić (2020–2021)
- Ivan Cinkuš (2017–2020, 2021–2023)
- Vilim Višak (2020–)[25]

## Finále na Grand Slamu

### Mužská dvouhra: 3 (1–2)
| Stav      | rok  | turnaj          | povrch | soupeř ve finále | výsledek                     |
| --------- | ---- | --------------- | ------ | ---------------- | ---------------------------- |
| Vítěz     | 2014 | US Open         | tvrdý  | Kei Nišikori     | 6–3, 6–3, 6–3                |
| Finalista | 2017 | Wimbledon       | tvrdý  | Roger Federer    | 3–6, 1–6, 4–6                |
| Finalista | 2018 | Australian Open | tvrdý  | Roger Federer    | 2–6, 7–6(5–7), 3–6, 6–3, 1–6 |

## Utkání o olympijské medaile

### Mužská čtyřhra: 1 (1 stříbro)
| Stav    | rok  | místo konání    | povrch | spoluhráč  | soupeři                  | výsledek         |
| ------- | ---- | --------------- | ------ | ---------- | ------------------------ | ---------------- |
| Stříbro | 2020 | Tokio, Japonsko | tvrdý  | Ivan Dodig | Nikola Mektić Mate Pavić | 4–6, 6–3, [7–10] |

## Finále na okruhu ATP Tour
| Legenda (před/od 2009)                                   |
| -------------------------------------------------------- |
| D – dvouhra; Č – čtyřhra                                 |
| Grand Slam (1–2 D)                                       |
| Olympijské hry (0–1 Č)                                   |
| Turnaj mistrů (0)                                        |
| ATP Masters Series / ATP Tour Masters 1000 (1–0 D)       |
| ATP International Series Gold / ATP Tour 500 (2–4 D)     |
| ATP International Series / ATP Tour 250 (17–10 D; 0–1 Č) |

### Dvouhra: 37 (21–16)
| Stav      | č.  | datum             | turnaj                                   | kategorie     | povrch    | soupeř ve finále      | výsledek                     |
| --------- | --- | ----------------- | ---------------------------------------- | ------------- | --------- | --------------------- | ---------------------------- |
| Vítěz     | 1.  | 23. srpna 2008    | New Haven, Spojené státy                 | International | tvrdý     | Mardy Fish            | 6–4, 4–6, 6–2                |
| Vítěz     | 2.  | 11. ledna 2009    | Čennaj, Indie                            | ATP 250       | tvrdý     | Somdev Devvarman      | 6–4, 7–6(7–3)                |
| Vítěz     | 3.  | 8. února 2009     | Záhřeb, Chorvatsko                       | ATP 250       | tvrdý (h) | Mario Ančić           | 6–3, 6–4                     |
| Finalista | 1.  | 11. října 2009    | Peking, Čína                             | ATP 500       | tvrdý     | Novak Djoković        | 2–6, 6–7(4–7)                |
| Finalista | 2.  | 1. listopadu 2009 | Vídeň, Rakousko                          | ATP 250       | tvrdý (h) | Jürgen Melzer         | 4–6, 3–6                     |
| Vítěz     | 4.  | 10. ledna 2010    | Čennaí, Indie (2)                        | ATP 250       | tvrdý     | Stanislas Wawrinka    | 7–6(7–2), 7–6(7–3)           |
| Vítěz     | 5.  | 7. února 2010     | Záhřeb, Chorvatsko (2)                   | ATP 250       | tvrdý (h) | Michael Berrer        | 6–4, 6–7(5–7), 6–3           |
| Finalista | 3.  | 9. května 2010    | Mnichov, Německo                         | ATP 250       | antuka    | Michail Južnyj        | 3–6, 6–4, 4–6                |
| Finalista | 4.  | 20. února 2011    | Marseille, Francie                       | ATP 250       | tvrdý (h) | Robin Söderling       | 7–6(10–8), 3–6, 3–6          |
| Finalista | 5.  | 31. července 2011 | Umag, Chorvatsko                         | ATP 250       | antuka    | Alexandr Dolgopolov   | 4–6, 6–3, 3–6                |
| Finalista | 6.  | 9. října 2011     | Peking, Čína (2)                         | ATP 500       | tvrdý     | Tomáš Berdych         | 6–3, 4–6, 1–6                |
| Vítěz     | 6.  | 30. října 2011    | Petrohrad, Rusko                         | ATP 250       | tvrdý (h) | Janko Tipsarević      | 6–3, 3–6, 6–2                |
| Finalista | 7.  | 6. května 2012    | Mnichov, Německo (2)                     | ATP 250       | antuka    | Philipp Kohlschreiber | 6–7(8–10), 3–6               |
| Vítěz     | 7.  | 17. června 2012   | Londýn, Queens, Spojené království       | ATP 250       | tráva     | David Nalbandian      | 6–7(3–7), 4–3diskvalifikace  |
| Vítěz     | 8.  | 15. července 2012 | Umag, Chorvatsko                         | ATP 250       | antuka    | Marcel Granollers     | 6–4, 6–2                     |
| Vítěz     | 9.  | 10. února 2013    | Záhřeb, Chorvatsko (3)                   | ATP 250       | tvrdý (h) | Jürgen Melzer         | 6–3, 6–1                     |
| Finalista | 8.  | 16. června 2013   | Londýn, Queens, Spojené království       | ATP 250       | tráva     | Andy Murray           | 7–5, 5–7, 3–6                |
| Vítěz     | 10. | 9. února 2014     | Záhřeb, Chorvatsko (4)                   | ATP 250       | tvrdý (h) | Tommy Haas            | 6–3, 6–4                     |
| Finalista | 9.  | 16. února 2014    | Rotterdam, Nizozemsko                    | ATP 500       | tvrdý (h) | Tomáš Berdych         | 4–6, 2–6                     |
| Vítěz     | 11. | 23. února 2014    | Delray Beach, Spojené státy              | ATP 250       | tvrdý     | Kevin Anderson        | 7–6(8–6), 6–7(7–9), 6–4      |
| Vítěz     | 12. | 8. září 2014      | US Open, New York, Spojené státy         | Grand Slam    | tvrdý     | Kei Nišikori          | 6–3, 6–3, 6–3                |
| Vítěz     | 13. | 19. října 2014    | Moskva, Rusko                            | ATP 250       | tvrdý (h) | Roberto Bautista Agut | 6–4, 6–4                     |
| Vítěz     | 14. | 25. října 2015    | Moskva, Rusko (2)                        | ATP 250       | tvrdý (h) | Roberto Bautista Agut | 6–4, 6–4                     |
| Finalista | 10. | 21. února 2016    | Marseille, Francie (2)                   | ATP 250       | tvrdý (h) | Nick Kyrgios          | 2–6, 6–7(3–7)                |
| Finalista | 11. | 21. května 2016   | Ženeva, Švýcarsko                        | ATP 250       | antuka    | Stan Wawrinka         | 4–6, 6–7(11–13)              |
| Vítěz     | 15. | 21. srpna 2016    | Cincinnati, Spojené státy                | Masters 1000  | tvrdý     | Andy Murray           | 6–4, 7–5                     |
| Vítěz     | 16. | 30. října 2016    | Basilej, Švýcarsko                       | ATP 500       | tvrdý (h) | Kei Nišikori          | 6–1, 7–6(7–5)                |
| Vítěz     | 17. | 7. května 2017    | Istanbul, Turecko                        | ATP 250       | antuka    | Milos Raonic          | 7–6(7–3), 6–3                |
| Finalista | 12. | 25. června 2017   | Londýn, Spojené království               | ATP 500       | tráva     | Feliciano López       | 6–4, 6–7(2–7), 6–7(8–10)     |
| Finalista | 13. | 16. července 2017 | Wimbledon, Londýn, Spojené království    | Grand Slam    | tráva     | Roger Federer         | 3–6, 1–6, 4–6                |
| Finalista | 14. | 28. ledna 2018    | Australian Open, Melbourne, Austrálie    | Grand Slam    | tvrdý     | Roger Federer         | 2–6, 7–6(5–7), 3–6, 6–3, 1–6 |
| Vítěz     | 18. | 24. června 2018   | Queen's Club, Londýn, Spojené království | ATP 500       | tráva     | Novak Djoković        | 5–7, 7–6(7–4), 6–3           |
| Vítěz     | 19. | 13. června 2021   | Stuttgart, Německo                       | ATP 250       | tráva     | Félix Auger-Aliassime | 7–6(7–2), 6–3                |
| Finalista | 15. | 24. října 2021    | Moskva, Rusko                            | ATP 250       | tvrdý (h) | Aslan Karacev         | 2–6, 4–6                     |
| Vítěz     | 20. | 31. října 2021    | Petrohrad, Rusko (2)                     | ATP 250       | tvrdý (h) | Taylor Fritz          | 7–6(7–3), 4–6, 6–4           |
| Finalista | 16. | 2. října 2022     | Tel Aviv, Izrael                         | ATP 250       | tvrdý (h) | Novak Djoković        | 3–6, 4–6                     |
| Vítěz     | 21. | 24. září 2024     | Chang-čou, Čína                          | ATP 250       | tvrdý     | Čang Č’-čen           | 7–6(7–5), 7–6(7–5)           |

### Čtyřhra: 2 (0–2)
| Stav      | č. | datum             | turnaj           | kategorie      | povrch | spoluhráč   | soupeři ve finále            | výsledek         |
| --------- | -- | ----------------- | ---------------- | -------------- | ------ | ----------- | ---------------------------- | ---------------- |
| Finalista | 1. | 30. července 2011 | Umag, Chorvatsko | ATP 250        | antuka | Lovro Zovko | Simone Bolelli Fabio Fognini | 3–6, 7–5, [7–10] |
| Finalista | 2. | 30. července 2021 | Tokio, Japonsko  | Olympijské hry | tvrdý  | Ivan Dodig  | Nikola Mektić Mate Pavić     | 4–6, 6–3, [7–10] |

## Postavení na konečném žebříčku ATP

### Dvouhra
| Rok    | 2004  | 2005   | 2006   | 2007  | 2008  | 2009  | 2010  | 2011  | 2012  | 2013  | 2014 | 2015  | 2016 | 2017 | 2018 | 2019  | 2020  | 2021  | 2022  | 2023   |
| Pořadí | 1447. | ▲ 600. | ▲ 173. | ▲ 71. | ▲ 23. | ▲ 14. | ▬ 14. | ▼ 21. | ▲ 15. | ▼ 37. | ▲ 9. | ▼ 13. | ▲ 6. | ▬ 6. | ▼ 7. | ▼ 39. | ▼ 42. | ▲ 30. | ▲ 17. | ▼ 676. |

### Čtyřhra
| Rok    | 2004  | 2005   | 2006   | 2007   | 2008   | 2009   | 2010   | 2011  | 2012  | 2013   | 2014   | 2015   | 2016   | 2017   | 2018 | 2019 | 2020   | 2021   | 2022 | 2023 |
| Pořadí | 1241. | ▲ 869. | ▲ 802. | ▲ 449. | ▲ 302. | ▲ 239. | ▼ 299. | ▲ 67. | ▲ 59. | ▼ 170. | ▲ 104. | ▼ 252. | ▲ 124. | ▼ 184. | —    | 445. | ▲ 280. | ▼ 419. | —    | —    |